# Hastingues
Hastingues (gaskonsko Hastings) je naselje in občina v francoskem departmaju Landes regije Akvitanije. Naselje je leta 2009 imelo 583 prebivalcev.

## Geografija
Kraj leži v pokrajini Gaskonji nad južnim bregom reke Gaves réunis, 28 km južno od Daxa.

## Uprava
Občina Hastingues skupaj s sosednjimi občinami Bélus, Cauneille, Oeyregave, Orist, Orthevielle, Pey, Peyrehorade, Port-de-Lanne, Saint-Cricq-du-Gave, Saint-Étienne-d'Orthe, Saint-Lon-les-Mines in Sorde-l'Abbaye sestavlja kanton Peyrehorade s sedežem v Peyrehoradu. Kanton je sestavni del okrožja Dax.

## Zgodovina
Naselbina je bila ustanovljena kot srednjeveška bastida leta 1289 pod senešalom Gaskonje Johnom Hastingsom, v imenu angleškega kralja Edvarda I. Plantageneta.

## Zanimivosti
- nekdanja opatija premonstratencev Abbaye d'Arthous, ustanovljena leta 1167, ukinjena med francosko revolucijo; danes se na prostoru opatije nahaja pokrajinsko središče za ohranjanje dediščine; vmesna romarska postaja na poti v Santiago de Compostelo, Via Turonensis,
- cerkev Presevetega Odrešenika,
- mestna vrata iz 14. stoletja,
- hiša maison des Jurats, zgrajena v 15. in 16. stoletju,
- hiša senešala oz. guvernerja iz 15. oz. začetka 16. stoletja.